# Gheorghe Zamfir
Pour les articles homonymes, voir Zamfir.

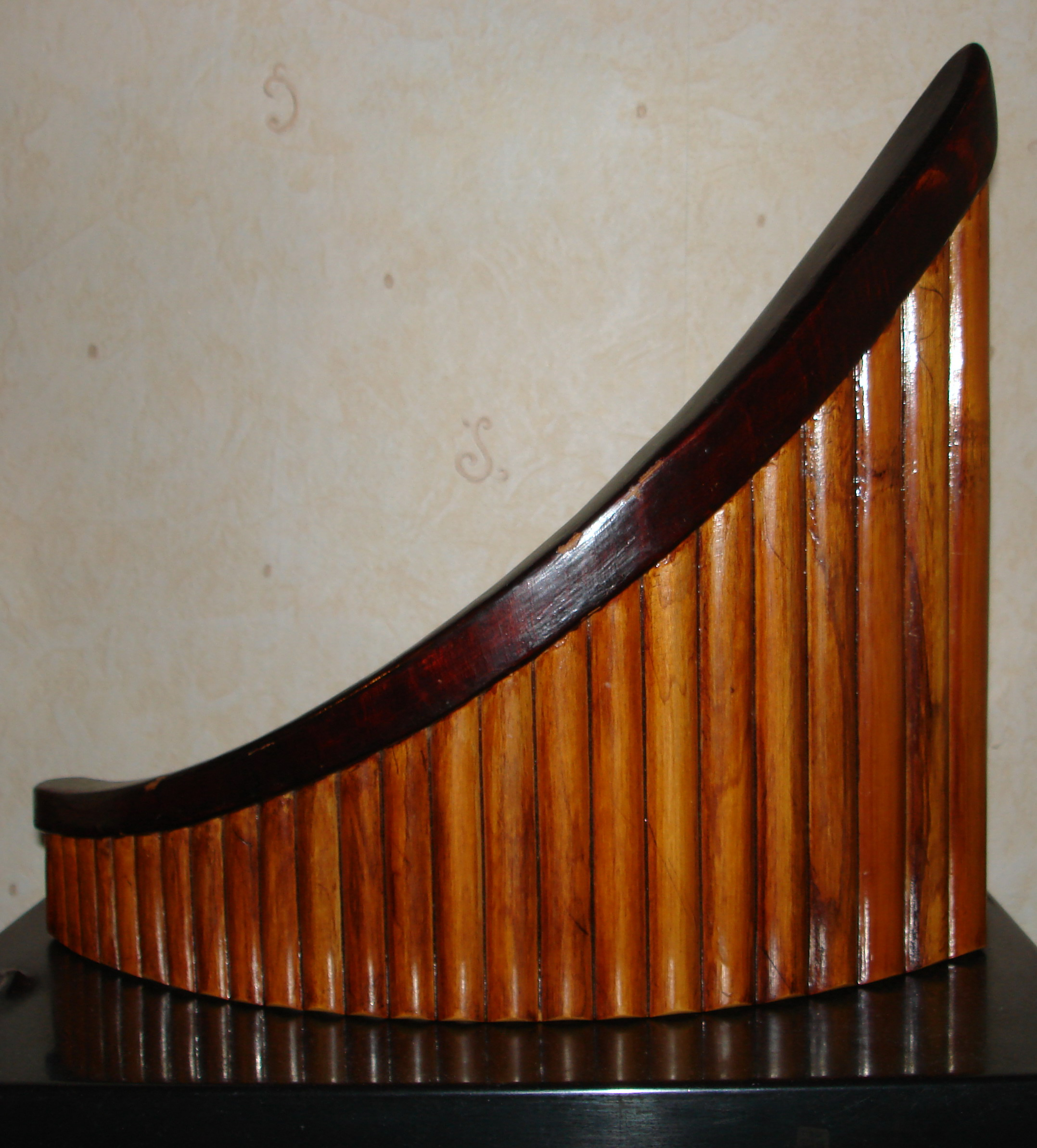
Flûte de Pan traditionnelle roumaine, le naï.

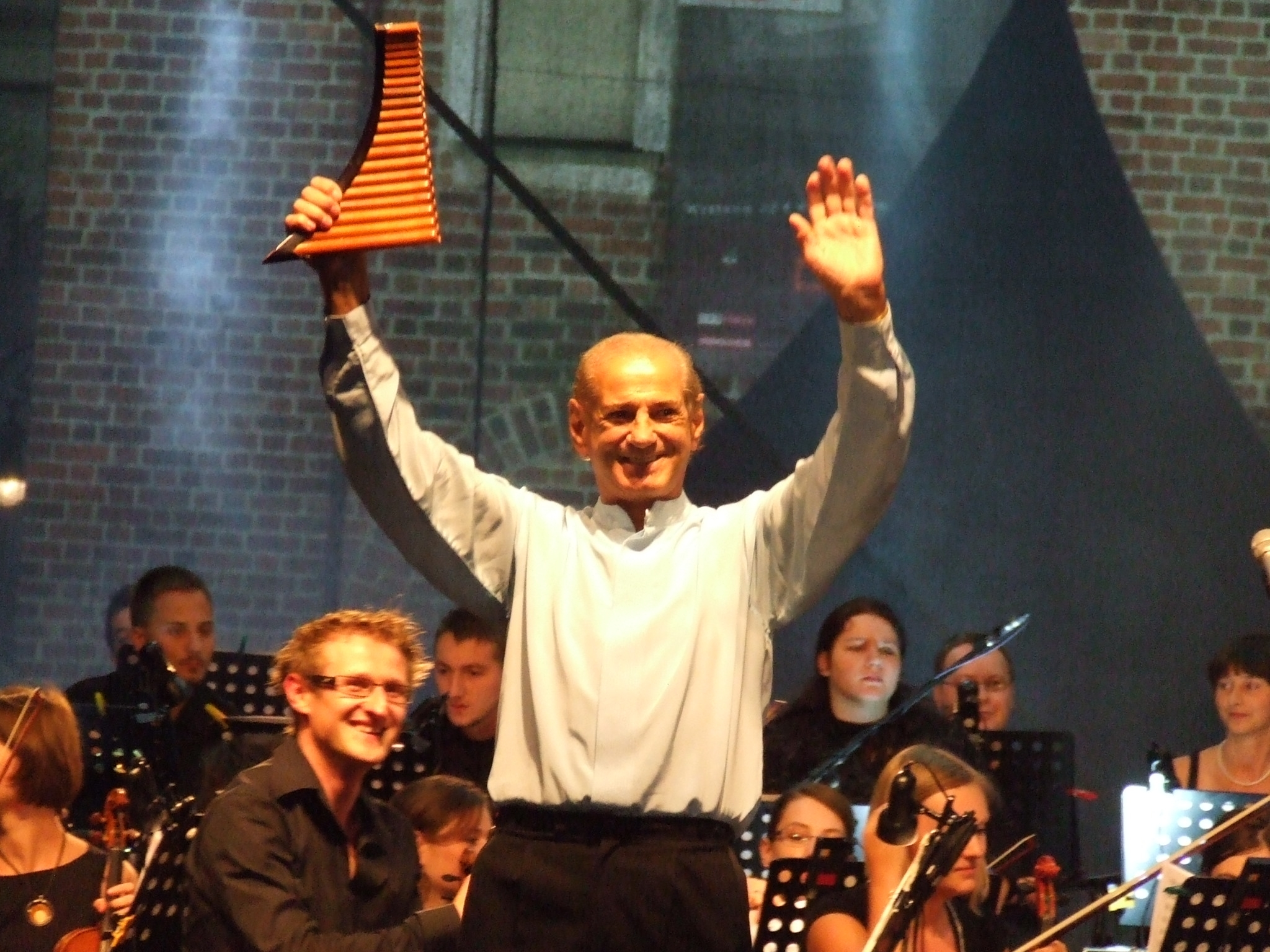
Gheorghe Zamfir.

Gheorghe Zamfir (né le 6 avril 1941 à Găești, en Roumanie) est un musicien et compositeur roumain, virtuose de naï, la flûte de pan roumaine.

## Aperçu biographique
Autodidacte, il fait des études à l'Académie de musique de Bucarest et au conservatoire de Bucarest (1968) où il est l'élève de Fănică Luca (1968). 
Il est découvert par l'ethnomusicologue, musicien et producteur suisse Marcel Cellier qui, dans les années 1960, a rédigé une étude approfondie sur la musique traditionnelle roumaine.
Avec les bambous chinois les plus fins, il a amélioré la flûte traditionnelle roumaine (naï) de 20 à 22, 25, 28 et 30 tuyaux, augmentant le nombre de tons produits par l'instrument. Il est aussi l'auteur du manuel Traité du naï roumain : méthode de flûte de Pan,. 
Il a fait découvrir au grand public la flûte de Pan et a contribué en grande partie à faire sortir de l'oubli ce très vieil instrument. C'est grâce au compositeur Vladimir Cosma que Zamfir fait connaître au public francophone sa flûte de pan en 1972 comme soliste dans la musique originale du film Le Grand Blond avec une chaussure noire accompagné du cymbalum traditionnel roumain. À côté de nombreux airs roumains traditionnels, Zamfir a aussi donné une renommée mondiale à la mélodie originaire des Andes El cóndor pasa (Le vol du condor).
Au cours d'une carrière de près de cinquante ans, Zamfir a collaboré aux bandes originales de nombreux films, parmi lesquels : Le Grand Blond avec une chaussure noire d'Yves Robert, Pique-nique à Hanging Rock de Peter Weir, Il était une fois en Amérique de Sergio Leone, ou encore sa chanson Le Berger solitaire dans Kill Bill de Quentin Tarantino. Il a également sorti plus d'une vingtaine d'albums : Intemporel, Classics by Candlelight, The Feeling of Christmas, Love Songs… dans lesquels on peut entendre entre autres des musiques de films jouées à la flûte de Pan, telles que Titanic ou Le Grand Bleu.
Il a vendu des centaines de millions de disques partout dans le monde et il a plus de 185 albums enregistrés[réf. souhaitée], un record qui à ce jour n’a été atteint par aucun artiste roumain. Il a remporté deux disques d’or aux États-Unis. Il s'est produit sur scène avec Céline Dion, Luciano Pavarotti, Tom Jones, Barbara Hendricks, Glenn Miller, Sting, Zucchero, Andrea Bocelli, Paula Seling et beaucoup d’autres.

## Discographie

### Albums
- 1969 : La Dorina roumaine LP / CD DC 001
- 1970 : Les flûtes roumaines - avec Marcel Cellier LP Arion France - 30 T 073
- 1970 : Flûte de Pan et Orgue - avec Marcel Cellier vol.1 LP/CD DC 002
- 1970 : Les flûtes roumaines (avec "Syrinx", alias Simion Stanciu), chez Arion (AR050 / ARN44004), Grand Prix de l'Académie Charles Cros (rééd. en 1986 puis 2009).
- 1971 : Flûte de Pan et Orgue - avec Marcel Cellier vol.2 LP/CD DC 003
- 1971 : Improvisations Flûte de Pan et Orgue
- 1972 : Flûte de Pan et Orgue - avec Marcel Cellier vol.3 LP/CD DC 005
- 1976 : Été d'amour - Philips 9101 066
- 1977 : Gheorghe Zamfir and Nicolae Licareţ - Nai and Orgă
- 1977 : Flûte de Pan et Orgue - avec Marcel Cellier LP/CD DC 015
- 1980 : The Lonely Shepherd
- 1981 : Solitude - Mercury SRM-1-4025
- 1982 : Tranquility
- 1983 : Romance
- 1983 : Childhood Dreams
- 1984 : A Christmas Portrait
- 1985 : Rhapsody
- 1985 : Fantasy
- 1985 : Atlantis
- 1986 : Harmony
- 1986 : Les flûtes roumaines
- 1987 : Folksongs From Rumania
- 1988 : Beautiful Dreams
- 1988 : Romantic Dreams
- 1989 : A Return to Romance
- 1989 : Pan Flute Improvisations
- 1990 : Baroque Concertos (Telemann Concerto in A / Corelli / Barbirolli Concerto in F / Albinoni Concerto in C op 7 no 2, in G op 9 no 6 / JS Bach Concerto in D minor BWV 1060...) - Philips Classics 420 938-2
- 1990 : Colors
- 1991 : Love Songs
- 1992 : Christmas at Notre-Dame Basilica (Montréal, Québec)
- 1993 : Rocking-Chair of Dorina
- 1993 : Melodies of the Heart
- 1995 : The Beautiful Sound of Dorina
- 1997 : Songs of Romance, Vol. 1
- 1997 : Songs of Romance, Vol. 2
- 1998 : Mes plus belles Doïna
- 1998 : En France
- 1998 : Les Années 70
- 1998 : France 1978
- 1999 : Intemporel
- 2001 : Classics by Candlelight
- 2002 : Dorina In Scandinavia
- 2002 : The Feeling of Dorina
- 2006 : La Magie de la flûte de Pan (Les plus grands thèmes)
- 2007 : Only Dorina
- 2008 : Lamentation of a Dorina
- 2019 : Duo Gheorghe Zamfir flûte de pan et Christiane Gugger piano, chez Frémeaux et Associés Paris

### Compilations
- 1984 : The Magic of Zamfir
- 1989 : Master Serie
- 1990 : Encore !
- 1990 : Zamfir : Greatest Hits
- 2006 : Gold (compilation de deux CD)
- 2008 : The Best of Zamfir - The Millennium Collection

## Galerie

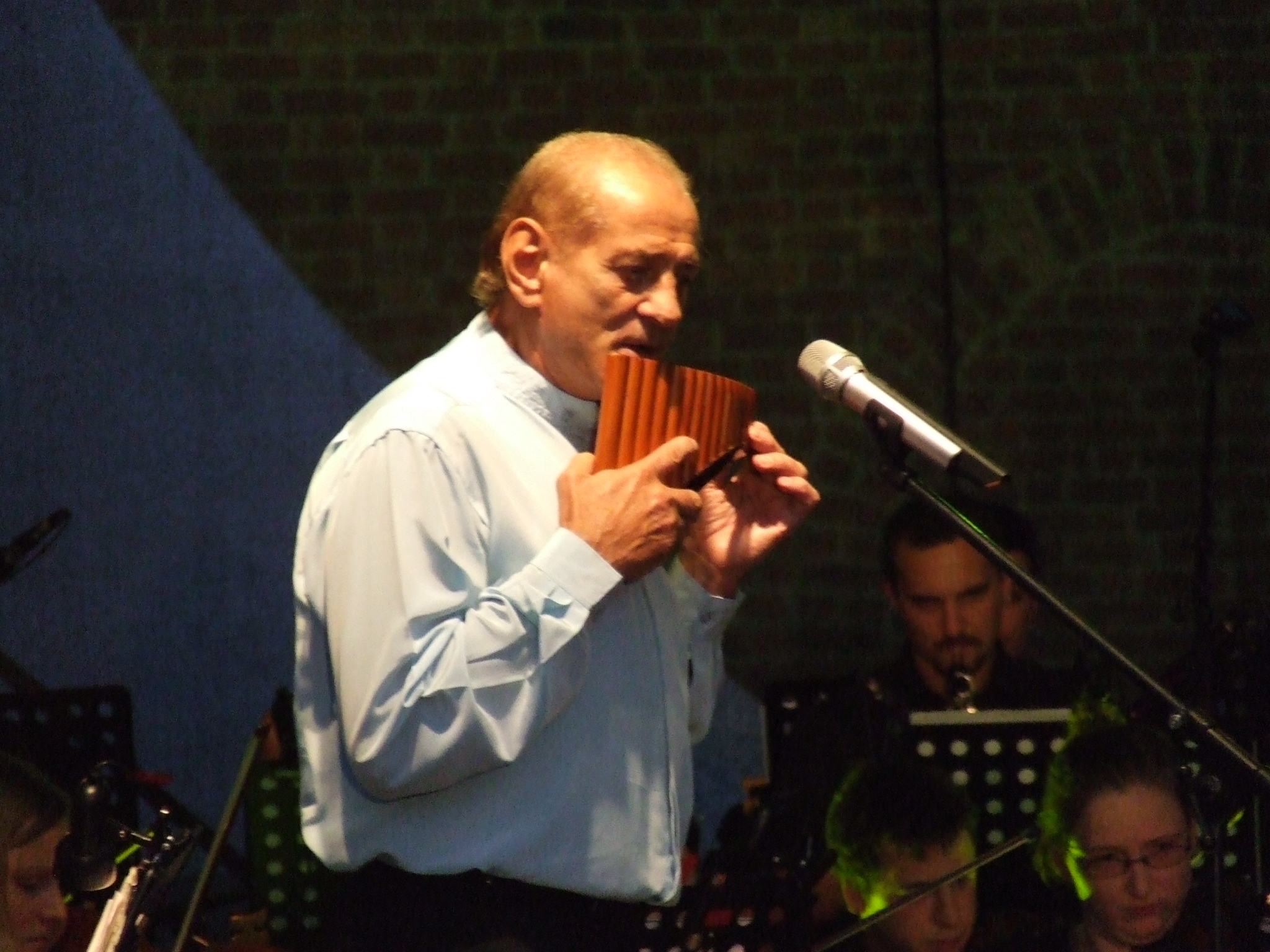
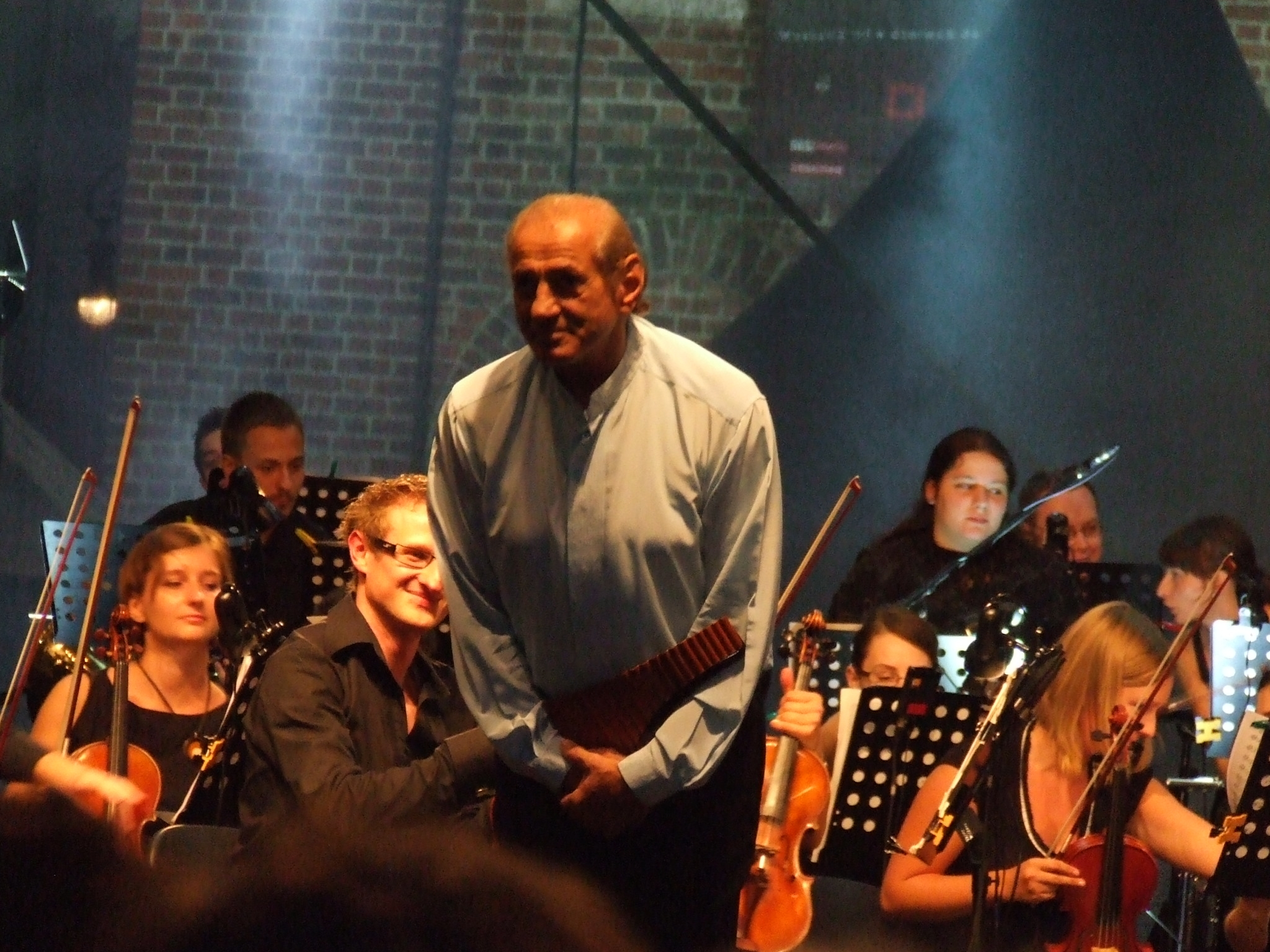
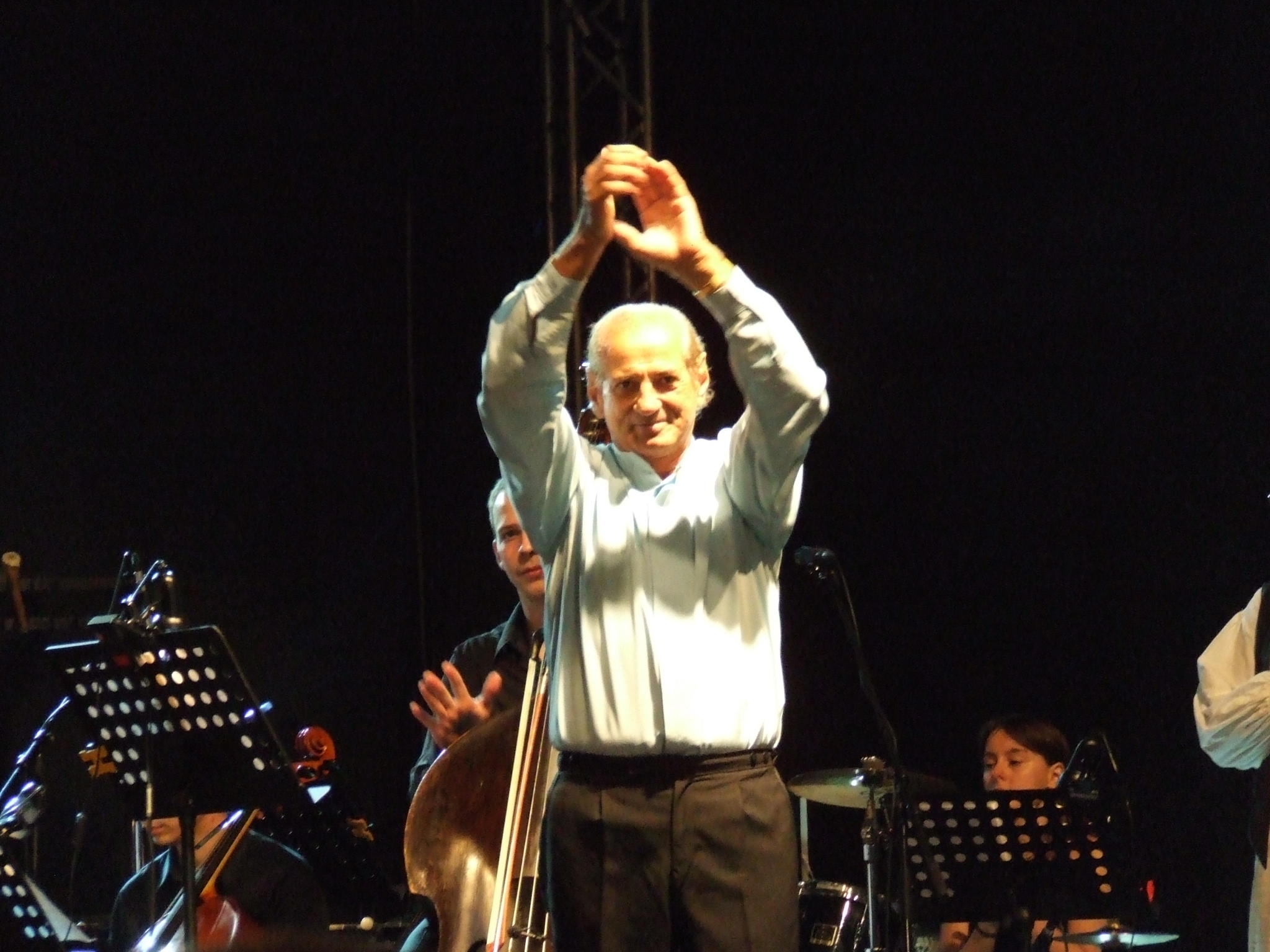
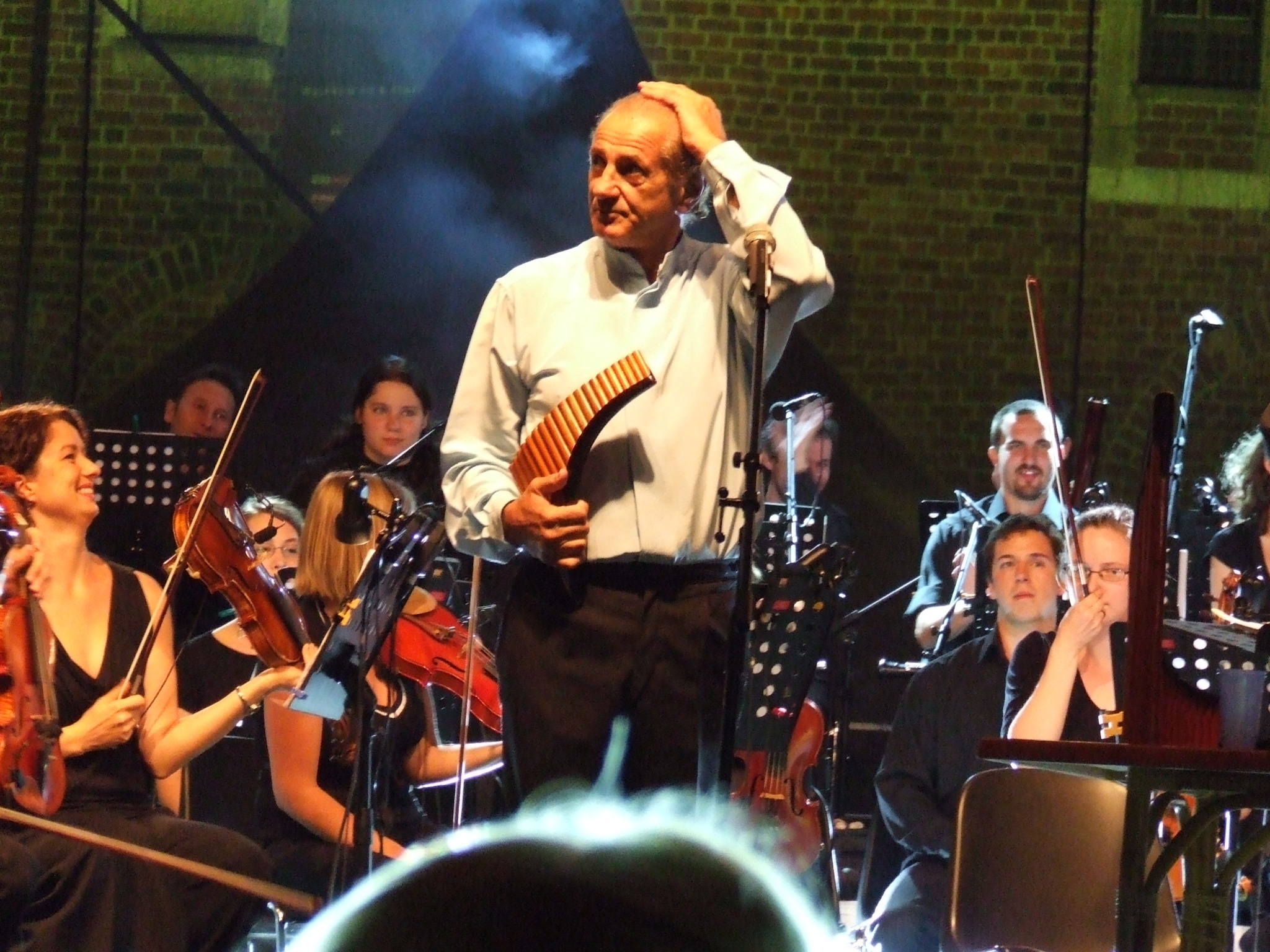